# Дженюв (Жарський повіт)
Дженюв (пол. Drzeniów, нім. Drehne) — село в Польщі, у гміні Туплиці Жарського повіту Любуського воєводства.
Населення — 230 осіб (2011).
У 1975-1998 роках село належало до Зеленогурського воєводства.

## Демографія
Демографічна структура станом на 31 березня 2011 року:
|          | Загалом | Допрацездатний вік | Працездатний вік | Постпрацездатний вік |
| -------- | ------- | ------------------ | ---------------- | -------------------- |
| Чоловіки | 108     | 22                 | 82               | 4                    |
| Жінки    | 122     | 38                 | 68               | 16                   |
| Разом    | 230     | 60                 | 150              | 20                   |